# Eugenia Feodorova
Eugenia Feodorova (Kiev, 17 de outubro de 1923 — Rio de Janeiro, 16 de julho de 2007) foi uma bailarina ucraniana radicada no Brasil, aonde chegou em 1954.